# تفاح كثير البذور
تفاح كثير البذور (الاسم العلمي:Malus granata) هي نوع نباتي يتبع جنس التفاح من الفصيلة الوردية.  